# Сан-Бруно
Сан-Бруно (англ. San Bruno) — місто (англ. city) в США, в окрузі Сан-Матео штату Каліфорнія. Населення — 41 114 осіб (2010).
Місто розташоване поруч, але не охоплює міжнародний аеропорт Сан-Франциско (розташований на не муніципальній території під юрисдикцією округу) і національний цвинтар Золоті Ворота (власність федерального уряду).

## Географія
Сан-Бруно розташоване між Південним Сан-Франциско і Міллбро, поблизу міжнародного аеропорту Сан-Франциско і приблизно за 19 км на південь від центру Сан-Франциско. За даними бюро перепису населення США загальна площа міста становить 14,1 км², вона вся є сушею. Місто простягається переважно від плоских низовин поблизу затоки Сан-Франциско до передгір'їв височини Санта-Круз, що підіймаються до висоти 183 м над рівнем моря в Крістмурі та 213 м над рівнем моря в районі височини Портола. Міська мерія Сан-Бруно офіційно перебуває на висоті 12,5 м над рівнем моря. Загальна висота над рівнем моря 94 м.
Частини парку Міллс, Крістмура і Роллінгвуда дуже горбисті і є каньйонами та ущелинами. У бік затоки Сан-Франциско з пагорбів тече безліч струмочків, які зараз направлені у водопропускні труби. На захід від бульвару Скайлайн за межами міста знаходиться озеро Сан-Андреас, що дало назву відомому розлому Сан-Андреас в 1895. Озеро є одним з декількох джерел, що використовуються департаментом водного господарства Сан-Франциско для забезпечення водою самого Сан-Франциско і деяких населених пунктів в округу Сан-Матео, включно з Сан-Бруно.

### Клімат
Клімат середземноморський.
| Клімат : Сан-Бруно                                                                               | Клімат : Сан-Бруно | Клімат : Сан-Бруно | Клімат : Сан-Бруно | Клімат : Сан-Бруно | Клімат : Сан-Бруно | Клімат : Сан-Бруно | Клімат : Сан-Бруно | Клімат : Сан-Бруно | Клімат : Сан-Бруно | Клімат : Сан-Бруно | Клімат : Сан-Бруно | Клімат : Сан-Бруно | Клімат : Сан-Бруно |
| Показник                                                                                         | Січ.               | Лют.               | Бер.               | Квіт.              | Трав.              | Черв.              | Лип.               | Серп.              | Вер.               | Жовт.              | Лист.              | Груд.              | Рік                |
| Середній максимум, °C                                                                            | 13,3               | 15,2               | 16,2               | 17,9               | 19,3               | 21,1               | 21,7               | 22,1               | 22,6               | 20,9               | 16,7               | 13,4               | 18,4               |
| Середній мінімум, °C                                                                             | 6,1                | 7,5                | 8,2                | 8,9                | 10,3               | 11,6               | 12,5               | 13,1               | 12,8               | 11,3               | 8,6                | 6,1                | 9,8                |
| Норма опадів, мм                                                                                 | 113                | 102                | 83                 | 30                 | 10                 | 3                  | 1                  | 2                  | 5                  | 26                 | 63                 | 73                 | 511                |
| ------------------------------------------------------------------------------------------------ | ------------------ | ------------------ | ------------------ | ------------------ | ------------------ | ------------------ | ------------------ | ------------------ | ------------------ | ------------------ | ------------------ | ------------------ | ------------------ |
| Джерело: "Climatography of the United States", National Climatic Data Center (www.ncdc.noaa.gov) |                    |                    |                    |                    |                    |                    |                    |                    |                    |                    |                    |                    |                    |

## Історія

### Рання історія
На місці Сан-Бруно раніше знаходилось село олонів Уребуре. Її вперше виявив іспанський першопроходець Гаспар де Портола у листопаді 1769. Після нього місцевість детальніше обстежив Бруно де Хечета. Саме він назвав струмок Сан-Бруно на честь католицького святого Бруно Кельнського, засновника чернечого ордена. Зважаючи на все, назва струмка пізніше дала ім'я всьому поселенню.

## Демографія
Згідно з переписом 2010 року, у місті мешкало 41 114 осіб у 14 701 домогосподарстві у складі 10 044 родин. Густота населення становила 2898 осіб/км². Було 15356 помешкань (1082/км²).
Расовий склад населення:
| - 49,5 % — білих - 25,4 % — азіатів - 3,3 % — вихідців з тихоокеанських островів - 2,3 % — чорних або афроамериканців - 0,6 % — корінних американців - 12,3 % — осіб інших рас |

До двох чи більше рас належало 6,6 %. Частка іспаномовних становила 29,2 % від усіх жителів.
За віковим діапазоном населення розподілялося таким чином: 21,0 % — особи молодші 18 років, 66,3 % — особи у віці 18—64 років, 12,7 % — особи у віці 65 років та старші. Медіана віку мешканця становила 38,8 року. На 100 осіб жіночої статі у місті припадало 97,1 чоловіків; на 100 жінок у віці від 18 років та старших — 95,1 чоловіків також старших 18 років.
Середній дохід на одне домашнє господарство становив 101 284 долари США (медіана — 83 888), а середній дохід на одну сім'ю — 111 042 долари (медіана — 92 684). Медіана доходів становила 55 782 долари для чоловіків та 52 099 доларів для жінок. За межею бідності перебувало 6,2 % осіб, у тому числі 8,8 % дітей у віці до 18 років та 5,0 % осіб у віці 65 років та старших.
Цивільне працевлаштоване населення становило 23 403 особи. Основні галузі зайнятості: освіта, охорона здоров'я та соціальна допомога — 21,0 %, науковці, спеціалісти, менеджери — 13,6 %, роздрібна торгівля — 11,3 %, мистецтво, розваги та відпочинок — 10,8 %.

## Економіка
У місті розташована штаб-квартира компанії YouTube.